# André Schultz
André Schultz (ur. 16 lipca 1988 w Santa Bárbara d’Oeste w stanie São Paulo) – brazylijski pływak.

## Życiorys
André Schultz urodził się 16 lipca 1988 roku w Santa Bárbara d’Oeste w stanie São Paulo w Brazylii. Przed rozpoczęciem kariery był trenowany przez Boba Bowmana, trenera amerykańskiego pływaka Michaela Phelpsa na Uniwersytecie Michigan. Jego przyjacielem z dzieciństwa jest César Cielo.
W sierpniu 2006 roku Schultz wystąpił na mistrzostwach Pan Pacific Swimming Championships w Victorii w Kanadzie, zdobywając szóste miejsce w sztafecie na 4x200 metrów stylem wolnym, trzynaste na 200 metrów stylem zmiennym, czternaste na 200 metrów stylem grzbietowym oraz trzydzieste pierwsze na 200 metrów stylem wolnym.
Cztery lata później Schultz pojawił się na mistrzostwach Pan Pacific Swimming Championships w Irvine w Kalifornii, zdobywając piąte miejsce w sztafecie na 4x200 metrów stylem wolnym, czternaste na 200 metrów stylem grzbietowym oraz pięnaste na 200 metrów stylem wolnym. Został także sklasyfikowany na dwunastym miejscu w dyscyplinie na 200 metrów stylem zmiennym, ale nie dostał się do finału.
W lipcu 2011 roku Schultz wystąpił na 14. Mistrzostwach Świata w pływaniu w Szanghaju w Chinach, zdobywając czternaste miejsce w sztafecie na 4x200 metrów stylem wolnym.
Trzy miesiące później po występie na Mistrzostwach Świata w pływaniu w Szanghaju, Schultz pojawił się na 16. Igrzyskach Panamerykańskich w Guadalajarze w Meksyku, zajmując siódme miejsce w dyscyplinie na 200 metrów stylem wolnym oraz zdobywając srebrny medal w sztafecie na 4x200 metrów stylem wolnym.